# Dan Schneider
Daniel James Schneider, conhecido como Dan Schneider (Memphis, 14 de janeiro de 1966), é um ator, escritor, diretor, produtor e empresário norte-americano. Ele é conhecido por ter sido um dos maiores produtores da TV norte-americana na década de 2000 e 2010 no canal Nickelodeon. Também ficou conhecido pelos escândalos de assédios e abusos sexuais que cometia contra os atores mirins em suas produções. Seus trabalhos mais notáveis são: Kenan & Kel, Drake & Josh, Victorious, iCarly, Zoey 101, Sam & Cat, Game Shakers, Henry  Danger e As Aventuras de Kid Danger.
Foi demitido da Nickelodeon em 2018 após suspeita de assédio. Os casos se tornaram públicos após uma série de denúncias que se tornaram virais, principalmente em citações no livro I'm Glad My Mom Died, de Jennette McCurdy, onde ela denuncia que foi vítima de assédio sexual pelo próprio, mas citando o produtor como "O Criador". Em 2024, foi lançada a série Quiet on Set: The Dark Side of Kids TV, onde Dan foi acusado de assédio moral e pedofilia, resgatando também mensagens subliminares em suas séries, envolvendo podolatria e ejaculação.
Cursou durante 8 anos a Memphis University School e depois a White Station High School e em 1982 foi o presidente de classe. 

## Biografia de Schneider
Schneider nasceu em 1966 na cidade de Memphis, filho de mãe solteira. Dado para adoção, em Nova York, Schneider cresceu com uma família de classe baixa-média no Glendale-Ridgewood no distrito do Queens. Segundo seu livro de memórias e relatos da imprensa, aos seis anos, Schneider testemunhou um assassinato, o primeiro de muitos. Durante o ensino médio, Schneider foi membro de uma gangue de rua.

Schneider trabalhou em diversos empregos, incluindo gerenciador de leite em um supermercado. Foi nessa época que ele ficou interessado em poesia. 
| “ | Eu estava assistindo o Phil Donahue falando um dia, e eles estavam falando sobre namorar uma mulher, e esse cara lá disse que sempre trabalhou na poesia... lembro-me que eu tinha que procurar a palavra no dicionário. | ” |

### 1980 — 2003: Primeiros Passos na Fama, All That e Kenan & Kel
Schneider iniciou a carreira em 1980, onde co-estrelou vários filmes incluindo Making The Grade e Better Off Dead. Schneider também co-estrelou o filme The Big Picture, Happy Together e Hot Resort. Em 1986, Schneider entrou para o elenco da série Head of the Class criada por Dennis Schneiderplayed Blunden que é uma sitcom. Foi exibida pela ABC de 1986 a 1991. E finalizou com cinco temporadas.
Em 1992, Schneider estrelou a série em Home Free. Schneider começou a escrever roteiros em 1993, e uma manchete no New York Times o-chamou de "mestre do gênero de programação." Anos depois em 2007 outra manchete do jornal dizia que Schneider "tornou-se o Norman Lear da televisão para crianças". Em 1994, contracenou com Shawn Eckhardt em Tonya & Nancy: The Inside Story, um dos dois feitos para a televisão sobre o escândalo de Tonya Harding e Nancy Kerrigan.
No mesmo ano também produziu seu primeiro show da Nickelodeon, All That. Em 1996 produziu uma segunda série, esta Kenan & Kel também da Nickelodeon. Um ano depois fez uma participação no filme Good Burger ao lado de Kenan Thompson e Kel Mitchell (protagonistas de Kenan & Kel). Em 1998, Schneider criava sua própria série, Guys Like Us da UPN, a série teve pouco sucesso e finalizou com uma temporada de treze episódios. A série encerrou em 1999 e no mesmo ano Dan criou sua segunda série desta vez novamente na Nickelodeon. Série esta The Amanda Show protagonizada por Amanda Bynes e com Drake Bell e Josh Peck estes que no futuro iriam protagonizar mais uma série de Dan. A série encerrou em 2002 com três temporadas finalizadas. Ainda no mesmo ano Dan se casou com Lisa Lillien, e criou mais uma nova série, desta vez em parceria com Wil Calhoun, What I Like About You da The WB.

### 2004 — 2018/2019: Carreira na Nickelodeon
Após idas e vindas em séries, Schneider se firmou na Nickelodeon em 2004 e fundou a Schneider's Bakery,que produzia as séries para a Nick. O primeiro programa da produtora foi a série Drake & Josh que iniciou em janeiro de 2004, com Drake Bell e Josh Peck (egressos da série The Amanda Show) como protagonistas principais.
Em 2005, Dan lançou a segunda série produzida pela sua produtora, Zoey 101. A série ficou no ar até 2008.
Já em 2007, entrou no ar uma das séries de maior sucesso de Dan e da Nickelodeon, iCarly, que era estrelada por Miranda Cosgrove (egressa de Drake & Josh) e Jennette McCurdy. A série se tornou sucesso mundial, registrando audiências antes nunca batidas por nenhuma série infanto-juvenil do mundo. No mesmo ano, chega ao fim a série Drake & Josh
Em 2010, Dan criou mais uma nova série, Victorious (no Brasil, Brilhante Victoria) protagonizada por Victoria Justice (vinda de Zoey 101). A série foi a primeira musical da Nickelodeon. 
Em 2012, depois de sete temporadas, chega ao fim ICarly e em 2013, Victorious. Contudo, no mesmo ano é lançado o spin-off das duas séries, Sam & Cat protagonizada por Jennette McCurdy (egressa de iCarly) e Ariana Grande (egressa de Victorious). A série teve somente uma temporada. Dan tinha planos de lançar um outro spin-off de iCarly, chamada "Gibby Show", mas a Nickelodeon recusou achando que a série não era engraçada o suficiente.
Em 2014 foi lançada Henry Danger, protagonizada por Jace Norman e que permaneceu no ar até 2020, e em setembro de 2015, Game Shakers, que durou até 2018.
No começo de 2018, produziu sua primeira animação, The Adventures of Kid Danger, baseada na série Henry Danger, que teve somente uma temporada. No mesmo ano foi anunciado o desligamento de Dan Schneider da Nickelodeon depois de alegações de abuso por sua equipe.

## Filmografia
| Ano         | Título                          | Nota    |
| 1980        | Making The Grade                | Filme   |
| 1980        | Better of Dead                  | Filme   |
| 1981        | The Big Picture                 | Filme   |
| 1988        | Happy Together                  | Filme   |
| 1985        | Hot Resort                      | Filme   |
| 1986 - 1991 | Head of The Class               | Seriado |
| 1992 - 1993 | Home Free                       | Seriado |
| 1994        | Tonya & Nancy: The Inside Story | Filme   |
| 1997        | Good Burger                     | Filme   |
| 2006        | Drake & Josh Go Hollywood       | Filme   |
| 2008        | iGo to Japan                    | Filme   |
| 2008        | Merry Christmas, Drake & Josh   | Filme   |
| 2010        | Freak the Freak Out             | Filme   |
| 2011        | iParty With Victorious          | Filme   |
| 2011        | Locked Up!                      | Filme   |
| 2014        | The Killer Tuna Jump            | Filme   |
| 2014        | Super Psycho                    | Filme   |
| 2014        | The Danger Bengins              | Filme   |
| 2015        | Sky Whale                       | Filme   |

### Produções
| Ano         | Título                       | Protagonista(s)                  |
| 1994 - 2005 | All That                     | -                                |
| 1996 - 2000 | Kenan & Kel                  | Kenan Thompson e Kel Mitchell    |
| 1998 - 1999 | Guys Like Us                 | Bumper Robinson                  |
| 1999 - 2002 | The Amanda Show              | Amanda Bynes                     |
| 2002 - 2006 | What I Like About You        | Jennie Garth e Amanda Bynes      |
| 2004 - 2007 | Drake & Josh                 | Drake Bell e Josh Peck           |
| 2005 - 2008 | Zoey 101                     | Jamie Lynn Spears                |
| 2007 - 2012 | iCarly                       | Miranda Cosgrove                 |
| 2010 - 2013 | VICTORIOUS                   | Victoria Justice                 |
| 2013 - 2014 | Sam & Cat                    | Jennette McCurdy e Ariana Grande |
| 2014 - 2020 | Henry Danger                 | Jace Norman                      |
| 2015 - 2019 | Game Shakers                 | Cree Cicchino e Madisyn Shipman  |
| 2018        | The Adventures of Kid Danger | -                                |